# Schloss Weiler (Obersulm)

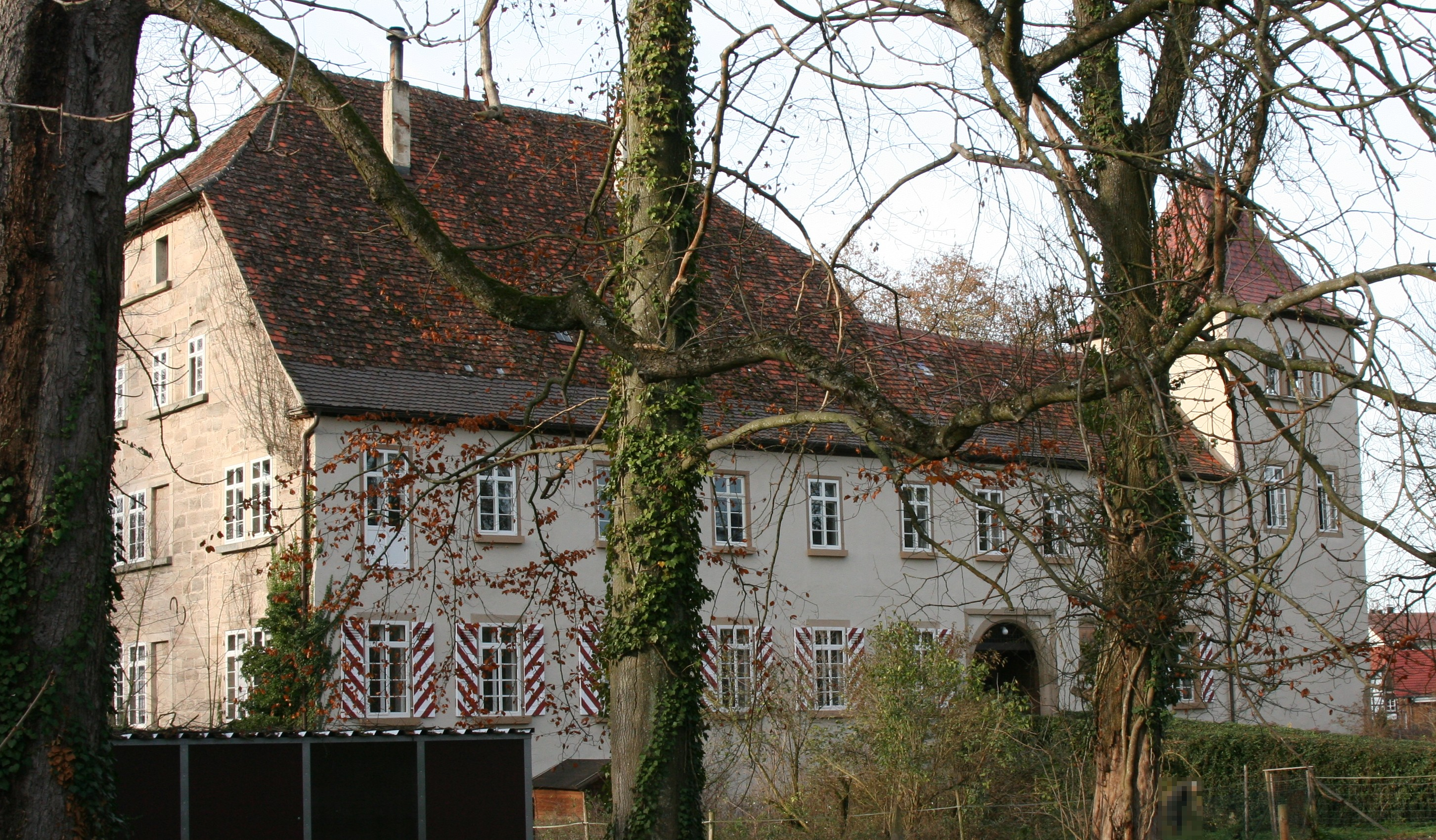
Schloss Weiler, Hauptgebäude mit Torgebäude und Eckturm, Ansicht von Südosten

Das Schloss Weiler ist ein spätmanieristisches Schloss in Weiler, einem Ortsteil der Gemeinde Obersulm im Landkreis Heilbronn im Norden Baden-Württembergs.

## Geschichte
Die Anlage ist der Stammsitz der Freiherren von Weiler, der früheren Ortsherren, die ab ungefähr 1100 nachweisbar sind und deren Stammfolge sich bis ins Jahr 1322 zurückverfolgen lässt. Sie besaßen im 14. Jahrhundert bereits eine kleine dörfliche Wasserburg in der Ortsmitte Weilers. 1399 ließ Endris von Weiler eine Burgkapelle errichten, die auch zur Pfarrkirche des Dorfes wurde. Die Familie von Weiler besaß ab 1493 auch die nahe Burg Lichtenberg in Oberstenfeld, die zu ihrem bedeutenderen Sitz wurde und die man im 15. Jahrhundert bedeutend baulich erweitert hat, so dass der Stammsitz in Weiler nur noch zweitrangig war. Erst Dietrich von Weiler (1542–1602) ließ von 1588 bis 1590 das Schloss in Weiler von Grund auf neu errichten. 1643 wurden Schloss und Dorf Weiler im Dreißigjährigen Krieg völlig ausgeplündert. Bald wurde es jedoch wieder von der Familie bezogen, in deren Stammfolge danach mehrfach einzelne Nachkommen den gesamten Familienbesitz auf sich vereinten. Das Schloss wurde verschiedentlich erweitert und renoviert. Letzte Bewohnerin aus der Familie war Marie Luise Freifrau von Weiler, nach deren Tod das Stammschloss verkauft wurde, während die Familie von Weiler weiter auf Burg Lichtenberg lebte.

## Beschreibung

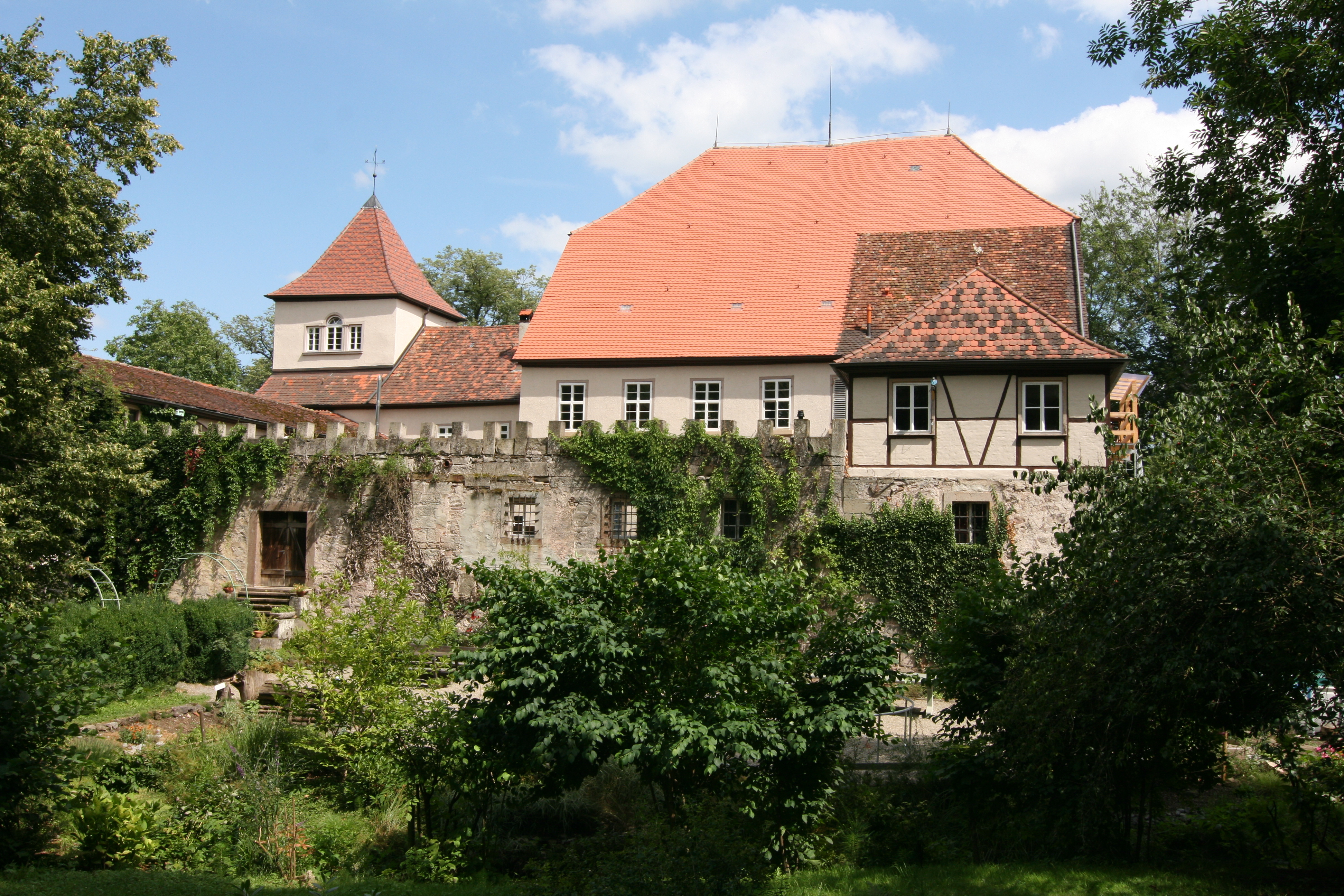
Ansicht von Westen: Ummauerung mit Zinnen und Wehrgang

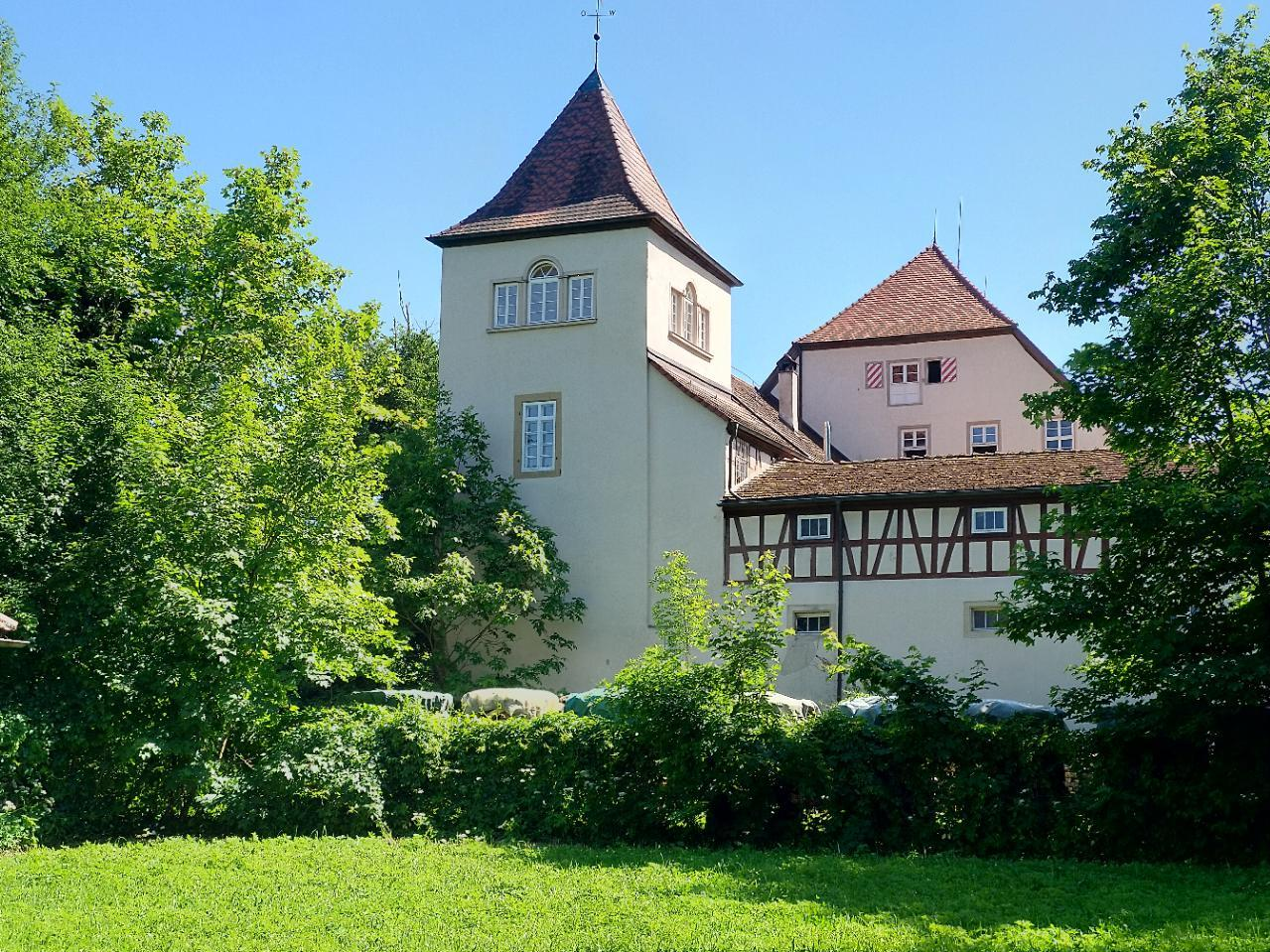
Schloss Weiler von Norden, Blick auf Eckturm und Nordflügel mit Remise und Pferdestall, dahinter der Giebel des Hauptgebäudes

### Schlossanlage
Das Hauptgebäude im Süden ist ein zweigeschossiger verputzter Bau, der teils massiv, teils in Fachwerkbauweise über einem hohen Sockel ausgeführt ist und von einem Halbwalmdach bedeckt wird. Das Gebäude wurde 1588 über einem älteren Kern errichtet, in der Schlossküche im Erdgeschoss sind möglicherweise noch Reste des Wohnturms des Vorgängerbauwerks aufgegangen. Es wurde im 19. Jahrhundert umgestaltet. Nordöstlich schließt sich ein zweigeschossiges verputztes Torgebäude mit rundbogiger Durchfahrt an, daran ein dreigeschossiger verputzter Eckturm mit Zeltdach. Auch die Obergeschosse dieser Gebäudeteile wurden im 19. Jahrhundert erneuert. Über dem Hauptportal im Osten ist das Wappen der Ortsherrschaft mit Datierung 1590 angebracht.
Die Nordseite der Anlage bildet ein teils massiver, teils in Fachwerk erbauter Gebäudeflügel mit Remise und Pferdestall. Südwestlich an das Hauptgebäude schließt sich ein weiterer Flügelbau an, der noch mittelalterliche Teile enthält, dessen pavillonartiger Fachwerkaufbau mit Walmdach jedoch erst aus dem 20. Jahrhundert stammt.
Nach Westen hin ist der Schlosshof von einer Ummauerungen mit Wehrgang und Zinnen abgeschlossen.
Im Gelände und speziell auch an der Brückenzufahrt zum Haupttor ist noch andeutungsweise der einstige Wassergraben um das Hauptgebäude zu erkennen.

### Schlosspark mit Schlosskastanie

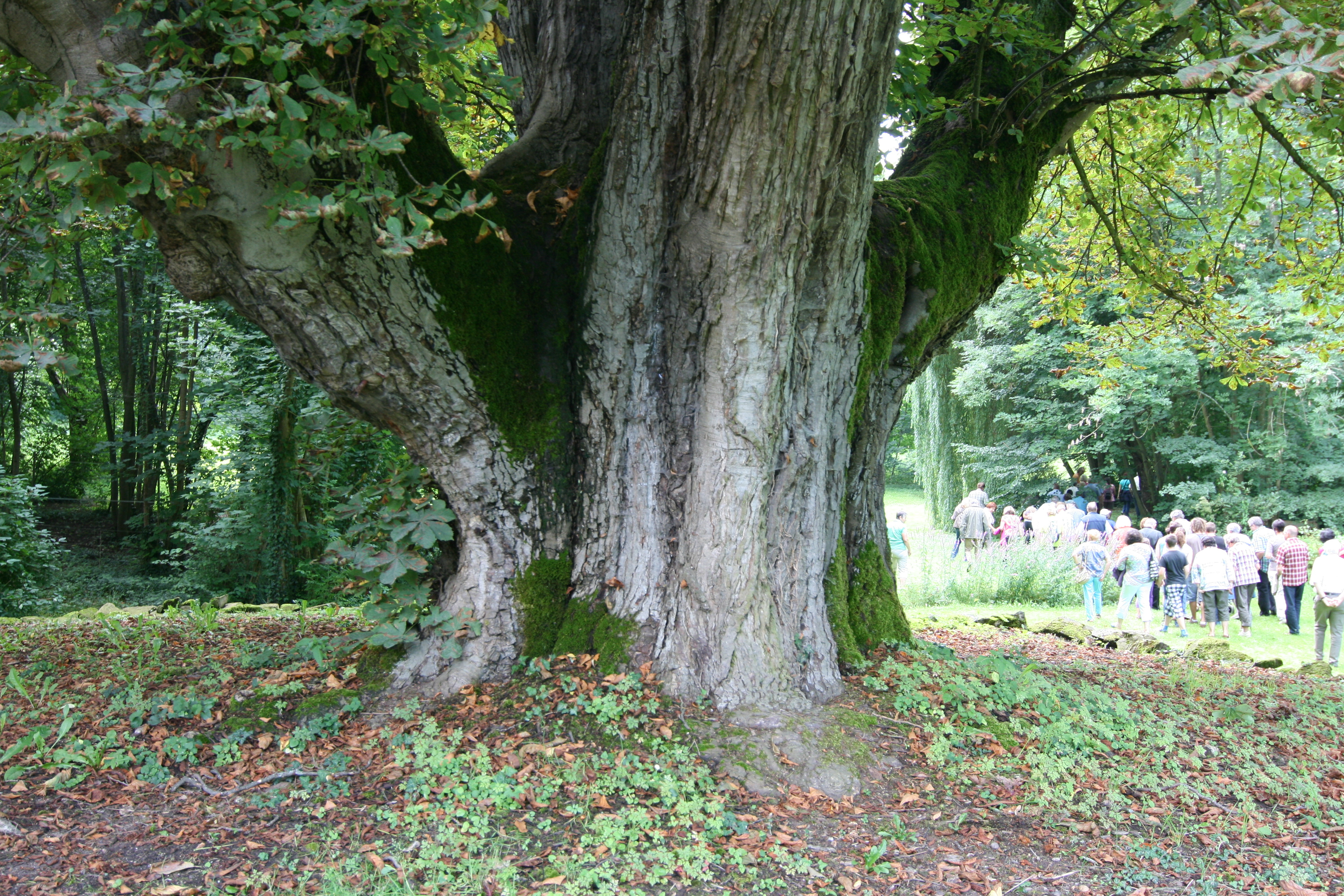
Schlosskastanie

Der sich südwestlich des Schlosses erstreckende Schlosspark wurde zwischen 1834 und 1853 durch den württembergischen Oberhofgärtner Johann Wilhelm Bosch (1782–1861) angelegt. Der Park zeichnet sich durch eine gewundene Wegführung und gezielt angepflanzte Solitärbäume aus. Er wird nach Westen von dem von Lichtenstern her kommenden Nonnenbach begrenzt, der außerhalb des Ortes in den Sulm-Zufluss Schlierbach fließt.
Die jahrhundertealte Rosskastanie⊙ im Schlosspark mit einem Stammumfang von über sechs Metern ist eine der größten und ältesten ihrer Art in Deutschland. Der als Naturdenkmal ausgewiesene und in die Liste markanter und alter Baumexemplare in Deutschland eingetragene Baumveteran hat laut unterschiedlicher Quellen ein geschätztes Alter von 300–500 Jahren. Sein monumentaler, knorriger Grundstamm verzweigt sich schon in geringer Höhe in mehrere, stammdicke Starkäste. Drei davon, steil nach oben strebend, bilden die kandelaberartige hohe Krone. Zwei weitere gehen schräg vom Stamm ab. Mehrere Ausbruchstellen am Stamm zeugen von früheren, tiefen Querästen. Eine Messung im Jahr 2014 ergab einen Umfang von 6,51 m und eine Höhe des Baumes von 26 m. Bereits 1911 wurde der Baum mit einem Stammumfang von damals 5,40 m als „stärkste Roßkastanie Deutschlands“ bezeichnet, 1841 wurde ihr Umfang mit 17 Fuß (4,87 m) angegeben.

### Schlosskapelle
Östlich des Schlossgeländes steht die Evangelische Pfarrkirche des Ortes, die 1399 als Burgkapelle errichtet, 1758 erweitert und wegen Baufälligkeit 1930 teilweise neu errichtet wurde. An die Kirche schließt sich im Übergangsbereich von Schlossareal und Dorf noch der historische Pfarrhof mit Pfarrhaus von 1777 und Pfarrscheune an.

### Wirtschaftshof

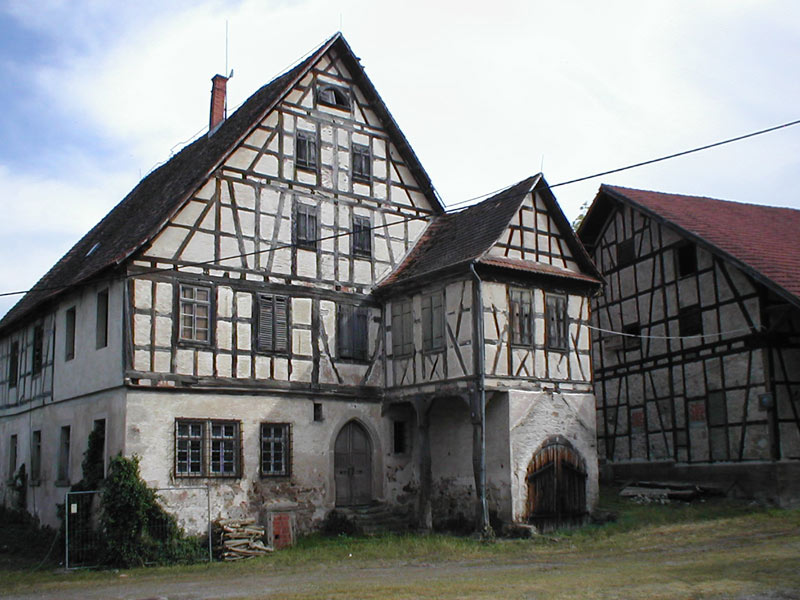
Weilersche Rentamtei (Foto von 2007), inzwischen abgerissen

Südlich des Schlosses erstreckte sich bis in die jüngste Vergangenheit der Wirtschaftshof des Schlosses, der aus der als zweigeschossiger Sichtfachwerkbau ausgeführten ehemaligen Rentamtei von 1559, der um 1800 erbauten Meierei sowie mehreren Scheunen und Ställen bestand. Der Wirtschaftshof wurde nach 2013 abgerissen. Im März 2021 lag das Areal brach, der dort geplante Bau von Wohnhäusern hatte noch nicht stattgefunden.

### Kelter
Nordwestlich des Schlosses befindet sich die eingeschossige Kelter mit massiver, verputzter Erdgeschosszone, Sandstein-Eckquadern und kleinen Strebepfeilern Das Walmdach hat zur Straße hin eine Aufzugsgaube. Die Kelter wurde laut Bauinschrift 1832 errichtet.